# عبد الله بن واقد بن عبد الله بن عمر
عَبد الله بْن واقد بْن عَبد اللَّهِ بْن عُمَر بْن الخطاب القرشئ العدوي العُمَري المدني، تابعي، وأحد رواة الحديث النبوي. مات سنة 119 هـ، بينما قال محمد بن سعد البغدادي: مات قديما سنة 117 هـ فِي خلافة هشام بن عبد الملك.

## روايته للحديث النبوي
- روى عن: النَّبِيُّ مُرْسلاً، وعن عمه عبد الله بن عبد الله بن عمر، وجده عبد الله بن عمر بن الخطاب، وعائشة بنت أبي بكر أم المؤمنين.
- روى عنه: إبراهيم بن إسماعيل بن مجمع، وأسامة بْن زيد الليثي، وسعد بْن إِبْرَاهِيمَ الزُّهْرِيّ، وعبد الله بن أبي بكر بن محمد بن عمرو بن حزم، وعُمَر بْن مُحَمَّد بْن زَيْد بْن عَبد الله بْن عُمَر العُمَري، وفضيل بْن غزوان الضبي، ومحمد بن جعفر بن الزبير، ومحمد بن مسلم بن شهاب الزهري، والوليد بن مسلم العنبري البَصْرِيّ، ويزيد بْن مُحَمَّد القرشي.[1]
- الجرح والتعديل: قال مالك بن أنس: «رأيت عَبد الله بن واقد»، ذكره ابن حبان في كتاب الثقات، وروى له مسلم بن الحجاج وأبو داود وابن ماجه.[1]